# Oenothera triloba
Oenothera triloba är en dunörtsväxtart som beskrevs av Thomas Nuttall. Oenothera triloba ingår i släktet nattljussläktet, och familjen dunörtsväxter. Inga underarter finns listade i Catalogue of Life.

## Bildgalleri